# Hlídkový člun typu 80
Hlídkový člun typu 80 byla třída říčních hlídkových lodí Švýcarské armády. Celkem bylo postaveno 11 jednotek této třídy. Do služby byly přijaty roku 1980. Čluny mohly být nasazeny během pohraničního hlídkování, při záchraně osob nebo při průzkumu.

## Stavba
Jedenáct plavidel této třídy postavila švýcarská loděnice. Dostala jména Antares, Aquarius, Castor, Mars, Orion, Perseus, Pollux, Saturn, Sirius, Uranus a Venus.

## Konstrukce
Trup je vyroben z sklolaminátu. Výzbroj tvoří dva 12,7mm kulomety M2 Browning, umístěné na přídi a zádi. Pohonný systém tvoří dva dieselové motory Volvo Penta KAD42P, každý o výkonu 230 hp. Nejvyšší rychlost je 37 uzlů.